# Мірошниківка (Черкаський район)
Мірошникі́вка (стара назва — Гноєнки) — село в Україні, у Черкаському районі Черкаської області, підпорядковане Набутівській сільській громаді. У селі мешкає 47 людей.